# Sajama (pueblo)
Sajama es una localidad de Bolivia, ubicada en el municipio de Curahuara de Carangas de la provincia de Sajama en el departamento de Oruro.

## Ubicación
El pueblo de Sajama está ubicado en el extremo occidental del departamento de Oruro a una altitud de 4238 m s. n. m. Se encuentra a 10 km de la frontera con Chile, al pie del nevado Sajama, que con 6.542 m s. n. m. es la montaña más alta de Bolivia. El río Sajama pasa por el pueblo de Sajama, cuyas aguas provienen de la Laguna Waña Quta unos pocos kilómetros al norte del Sajama, y que fluye más al sureste en Huachacalla hacia el río Lauca y desemboca en el Salar de Coipasa.

## Geografía
Sajama se encuentra en el Altiplano boliviano en las laderas de la cordillera de los Andes, específicamente de la Cordillera Occidental. La región tiene un clima diurno típico, en el que la variación media de las temperaturas diarias es más pronunciada que la variación estacional media.
La temperatura promedio de la región es de alrededor de 5 °C, la precipitación anual es de solo alrededor de 200 mm. Las temperaturas medias mensuales varían ligeramente entre 1 °C en junio/julio y unos 6 °C de noviembre a marzo. La precipitación mensual es inferior a 10 mm de abril a octubre y alcanza su máximo en los meses de diciembre a marzo.

## Transporte
Sajama se ubica a 254 kilómetros por carretera al oeste de la ciudad de Oruro, capital del departamento del mismo nombre.
Desde Oruro, la carretera de tierra Ruta 31 corre hacia el oeste por La Joya hasta Curahuara de Carangas. Se encuentra con la Ruta 4 a cinco kilómetros al norte de Curahuara, que viene desde Patacamaya, a 96 km, localidad sobre la Ruta 1, a medio camino entre la sede del gobierno de La Paz y Oruro. Desde Curahuara, la Ruta 4 recorre 93 km al suroeste a través del pueblo de Lagunas hasta Tambo Quemado en la frontera con Chile. Directamente a la entrada de Lagunas, un camino rural sin pavimentar se bifurca en dirección noroeste y llega a Sajama después de 10 km.

## Población
La población de la ciudad se ha más que duplicado en las últimas dos décadas:
| Año  | Habitantes | Fuente |
| ---- | ---------- | ------ |
| 1992 | 110        | censo  |
| 2001 | 198        | censo  |
| 2012 | 276        | censo  |

Debido al desarrollo poblacional histórico, la región tiene una alta proporción de población aimara, que en el municipio de Curahuara es el 83.7 % de la población habla el idioma aimara.

## Puntos de Interés
La Iglesia de la Natividad de la Virgen, ubicada en la Plaza 8 de Septiembre, es de estilo barroco y fue construida en el siglo 18.